# Viorel Ion
Viorel Ion (* 2. November 1967 in Mărăcineni) ist ein ehemaliger rumänischer Fußballspieler.

## Karriere

### Vereine
Ion spielte in Rumänien für Gloria Buzău, Oțelul Galați und Steaua Bukarest, bevor er nach Deutschland in die Bundesliga wechselte. Er wurde in der Saison 1998/99 vom VfL Bochum von Oțelul Galați ausgeliehen. Im Team von Trainer Klaus Toppmöller absolvierte Ion zwölf Spiele und erzielte ein Tor. Nach der Saison wechselte er zurück nach Rumänien und spielte noch für Oțelul Galați, Rapid Bukarest, Gloria Buzău, Rulmentul Alexandria und Dunărea Galați.

### Nationalmannschaft
Ion kam in seiner Karriere auf vier Einsätze für die rumänische Nationalmannschaft. Sein Debüt gab er am 21. Dezember 1991 beim Freundschaftsspiel gegen Ägypten in Kairo. Er wurde in der 60. Minute für Horaţiu Cioloboc eingewechselt – Rumänien verlor das Spiel 1:3. Gegen den gleichen Gegner drei Tage später, am Heiligen Abend, diesmal in Port Said stand Ion in der Startaufstellung – das Spiel endete 1:1. Der dritte Einsatz war ein Freundschaftsspiel gegen Griechenland im Februar 1992. Ion wurde in der 69. Minute eingewechselt und Griechenland gewann 1:0. Den einzigen Einsatz in einem Pflichtspiel hatte Ion in der Qualifikation für die WM 1998. So wurde er im Dezember 1996 beim Spiel in Mazedonien in der 88. Minute eingewechselt – Rumänien gewann das Spiel 3:0.